# 2753 Duncan
2753 Duncan è un asteroide della fascia principale del diametro medio di circa 17,93 km. Scoperto nel 1966, presenta un'orbita caratterizzata da un semiasse maggiore pari a 2,7898601 UA e da un'eccentricità di 0,0398175, inclinata di 6,87674° rispetto all'eclittica.